# Ablerus miricilia
Ablerus miricilia är en stekelart som beskrevs av Girault 1929. Ablerus miricilia ingår i släktet Ablerus och familjen växtlussteklar. Inga underarter finns listade i Catalogue of Life.